# Утаево
Утаево — деревня в Новосокольническом районе Псковской области России. Входит в состав Насвинской волости. Численность населения деревни по оценке на начало 2001 года составляла 50 жителей.

## География
Расположена в юго-восточной части региона, в 33 км к северу от города Новосокольники и в 3 км к юго-западу от волостного центра, деревни Насва.

### Климат
Климат умеренно-континентальный, в целом благоприятный для проживания населения и ведения сельскохозяйственного производства.

## Население
| 2001 | 2002 | 2010 |
| ---- | ---- | ---- |
| 50   | ↗51  | ↘38  |

Согласно результатам переписи 2002 года, в национальной структуре населения русские составляли 98 % из 51 чел.

## Инфраструктура
Личное подсобное хозяйство.

## Транспорт
Просёлочные дороги с выездом на автодорогу 58К-251 Новосокольники — Фетинино — Насва.